# Мочанов Юрій Олексійович
Юрій Олексійович Мочанов (8 листопада 1934, Ленінград — 20 жовтня 2020, Київ) — радянський та російський археолог, автор палеолітичних знахідок.

## Життєпис
Закінчив історичний факультет Ленінградського державного університету 1957. Головний науковий співробітник Центру арктичної археології та палеоекології людини, заступник директора з науки (Якутія). Доктор історичних наук за спеціальністю археологія «Найдавніші етапи заселення людиною Північно-Східної Азії» 1977.

## Науково-дослідні роботи
Під керівництвом Мочанова «Приленська археологічна експедиція» досліджувала регіон Північно-Східної Азії від басейну р. Єнісей на заході до Тихоокеанського узбережжя на сході і від островів Льодовитого океану на півночі до басейну р. Амур на півдні. Відкрито і досліджено понад 1000 археологічних пам'яток (стоянок стародавньої людини) від найдавнішого палеоліту до ранньоякутської культури XVIII ст.. Експедиції вдалося виявити на березі Лени в Диринг-Юрах кам'яні знаряддя, зроблені 260—370 тис. років тому.

## Наукове визнання
Академік РАПН від 1991 року.
Дійсний член Академії наук Республіки Саха (Якутія), Нью-Йоркської Академії наук, Географічного товариства Росії, Географічного товариства США, Міжнародного планетарного суспільства (США), член Міжнародної координаційної ради Проблеми історико-культурного середовища Арктики, Бюро Національного Комітету ЮНЕСКО.
Удостоєний звання «Заслужений діяч науки Російської Федерації» за внесок в історичну науку; ордену «Полярна Зірка» (Якутія).

## Сім'я
Син — журналіст Мочанов Олексій Юрійович.